# Dianoia
Dianoia (grego: διάνοια) é um termo usado por Platão para designar um tipo de conhecimento, particularmente conhecimento de assuntos matemáticos e técnicos. É o resultado, o processo, ou a capacidade, para o pensamento discursivo, em contraste com a apreensão imediata, que é a característica da noesis. Para Aristóteles, a dianóia, se divide em teórica (episteme) e prática, que inclui techne e frônese.
Fundamentada ora no raciocínio dedutivo ou demonstrativo, ora raciocínio discursivo. É o conhecimento dos objetos matemáticos (aritmética, geometria, estereometria, música ou harmonia, astronomia, tudo o que se refere a estruturas proporcionais). A matemática surge, assim, como um método de conhecimento que nos permite passar da aparência (eikasía) a um primeiro contato da inteligência com a essência das coisas.
Duas de suas características principais explicam porque não é ela a forma mais alta do conhecimento: 
- Embora seu objeto seja puramente ideal e não material, o matemático precisa ilustrar sensivelmente ou representar seu objeto por meio de linhas, pontos, traços, superfícies e diagramas;
- Cada ramo da matemática começa pela admissão de princípios não questionados nem demonstrados, isto é, axiomas, postulados e definições, cuja verdade é assumida sem que sua causa seja conhecida.

A dianóia é o pensamento que opera hipoteticamente por raciocínios, que concluem de modo correto e verdadeiro, a partir de premissas não demonstradas, isto é, de hipóteses. É o conhecimento hipotético-dedutivo.